# Martina Batini
Martina Batini (* 17. April 1989 in Pisa) ist eine italienische Florettfechterin.

## Erfolge
Martina Batini, die für das Centro Sportivo der Carabinieri antritt, gab im November 2003 beim Weltcup in Jesi ihr internationales Debüt. Der Durchbruch an den Weltspitze gelang Batini im Jahr 2014, als sie sowohl bei den Weltmeisterschaften in Kasan als auch bei den Europameisterschaften in Straßburg jeweils im Einzel den zweiten Platz und im Mannschaftswettbewerb den ersten Platz belegte. Ein Jahr darauf verteidigte sie mit der Mannschaft beide Titel und wurde in Moskau erneut Weltmeisterin und in Montreux erneut Europameisterin. Ein dritter Titel in Folge blieb Batini 2016 dagegen jeweils knapp verwehrt. In Rio de Janeiro wurde sie bei den Weltmeisterschaften ebenso Zweite wie bei den Europameisterschaften in Toruń. Wieder erfolgreicher verlief das Jahr 2017 mit dem jeweiligen Gewinn der Weltmeisterschaften in Leipzig und der Europameisterschaften in Tiflis, beides wieder mit der Mannschaft.
Bei den 2021 ausgetragenen Olympischen Spielen 2020 in Tokio ging Batini in zwei Wettbewerben an den Start. Im Einzel schied sie nach einem 10:15 bereits in der ersten Runde gegen die Ungarin Fanni Kreiss aus. In der Mannschaftskonkurrenz bildete sie mit Arianna Errigo, Erica Cipressa und Alice Volpi ein Team. Mit 45:32 setzten sie sich in der ersten Runde klar gegen die ungarische Équipe durch, ehe gegen Frankreich im Halbfinale mit 43:45 eine knappe Niederlage folgte. Im Duell um die Bronzemedaille trafen die Italienerinnen auf die US-amerikanische Mannschaft. Dank eines deutlichen 45:23-Erfolges gelang Batini, Cipressa, Errigo und Volpi der Medaillengewinn.
Batini schloss 2014 ein Masterstudium in Wirtschaftsingenieurwesen an der Universität Pisa ab. Sie ist mit dem Fechter Matteo Tagliariol verheiratet, der 2008 Olympiasieger im Degeneinzel wurde. Das Paar hat einen Sohn (* 2018). Ihre jüngere Schwester Camilla Batini ist ebenfalls eine Fechterin mit internationalen Erfolgen.